# Ulozonska kiselina
Ulozonska kiselina je šećerna kiselina. Ona se formira oksidacijom 1-hidroksi grupe ketoza do karboksilne kiseline, pri čemu se formira alfa-ketokiselina. Primer ulosoninske kiseline je ketodezoksioktulozonska kiselina.